# Malek Akkad
Malek Akkad est un producteur de cinéma américain d'origine syrienne. C'est le fils de Moustapha Akkad.

## Biographie
Diplômé de la Southern California Film School Malek Akkad commence sa carrière auprès de son père en étant assistant de production sur Le Rendez-vous de la peur (en) (Appointment with Fear, 1985) et sur Halloween 4 (1988). Après la mort de celui-ci, Malek repris les commandes de l'entreprise familiale Trancas International Films.

## Filmographie

### Comme producteur
- 1995 : Halloween 6 (Halloween: The Curse of Michael Myers)
- 1996 : Walking After Midnight
- 1998 : Halloween, 20 ans après (Halloween H20: 20 Years Later)
- 2002 : Halloween : Resurrection
- 2002 : Psychic Murders
- 2006 : Halloween : 25 ans de Terreur (Halloween: 25 Years of Terror) (documentaire)
- 2006 : Halloween: The Shape of Horror (documentaire)
- 2007 : Made in Brooklyn
- 2007 : Halloween
- 2009 : Halloween 2
- 2010 : The Violent Kind (en)
- 2014 : Free Fall (en)
- 2017 : The Hatred
- 2018 : Halloween
- 2021 : Halloween Kills
- 2022 : Halloween Ends

### Comme réalisateur
- 2002 : Psychic Murders
- 2014 : Free Fall (en)